# Offenbach am Main
Offenbach am Main är en kreisfri stad i det tyska förbundslandet Hessen. Den ligger som namnet anger vid floden Main omedelbart öster om Frankfurt am Main och har cirka 140 000 invånare.

## Bakgrund

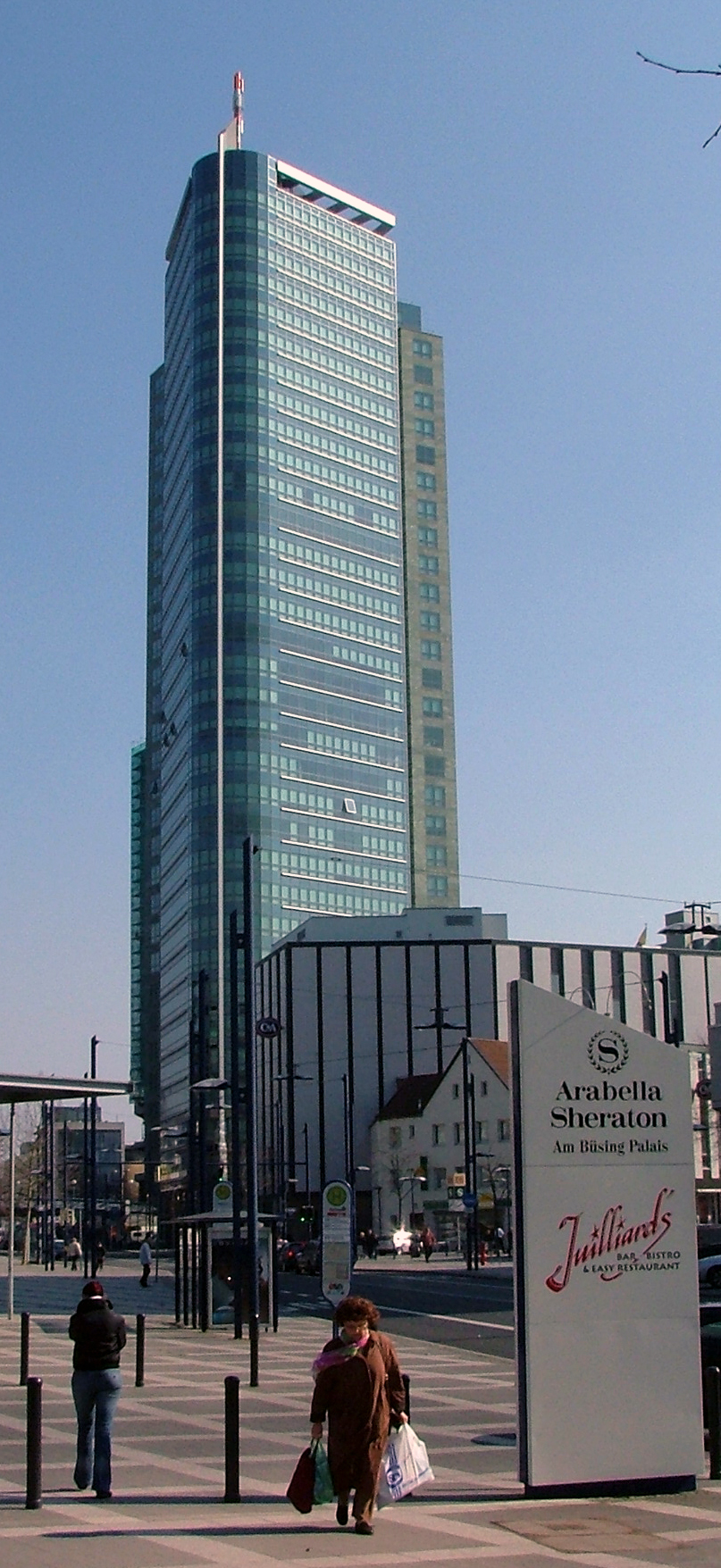
City Tower i Offenbach.

Staden är en viktig industri- och tjänsteproduktionsort, men har på grund av ogynnsam utveckling av industrin fått vissa sociala problem. I Offenbach anordnas varje år en internationell lädervarumässa. Staden hade tidigare en mycket stor lädervarutillverkning, men den är numera av liten omfattning. Den tyska väderlekstjänsten har sitt centrum i Offenbach.
Arkeologiska utgrävningar har visat att området har varit bebott ända sedan stenåldern.

## Kommunikationer
Offenbach har ett ur kommunikationssynpunkt bra läge vid motorvägen A3 från Frankfurt via Würzburg till Passau vid den österrikiska gränsen. Omedelbart väster om staden går A661, som norr och öster om Frankfurt anknyter till A66, A5 och A45.
Offenbach är sedan 1995 anslutet till Frankfurts pendeltåg. Frankfurt am Mains spårväg slutar sedan 1996 avkortat på Frankfurts sida om stadsgränsen då spårvagnar ansågs vara oönskade i Offenbach.
Närheten till Frankfurt Mains flygplats i Frankfurt med endast några minuters färd är även en fördel.

## Idrott
Fotbollslaget OFC Kickers Offenbach kommer från staden.